# Abdou Serpos Tidjani
Abdou Serpos Tidjani, né en 1918 à Doumè, dans l'ancienne colonie du Dahomey, et mort le 18 août 1981 à Lomé (Togo), est un archiviste, historien, ethnologue, homme de presse, militant politique et syndicaliste béninois, qui fut le directeur des Archives nationales du Bénin.

## Biographie
Issu d'une famille d'origine yoruba, fils d'un dignitaire musulman ayant étudié le Coran à Djougou, mais qui vécut à Doumé (Savalou) où naît l'enfant, il fréquente à son tour l'école coranique, puis l'école publique d'Allada. C'est là que le jeune Abdou, remarqué pour sa précocité, est surnommé « serpent » par ses camarades, mais l'enfant rejette ce surnom et préfère celui de « Serpos », qu'il conserve toute sa vie. Ses résultats lui permettent de poursuivre sa scolarité à Ouidah, puis à l'école primaire supérieure Victor-Ballot à Porto-Novo et enfin d'intégrer l'école normale William-Ponty à Gorée au Sénégal. Il complète sa formation à l'Institut français d'Afrique noire (IFAN) de Dakar, où il découvre l'archéologie, la préhistoire, l'ethnographie, la muséologie, le monde des bibliothèques et des archives. En 1941, ses études achevées, il retourne dans la colonie du Dahomey, qui possède peu d'infrastructures. Théodore Monod le charge alors de créer le centre IFAN de Porto-Novo. Pionnier et cheville ouvrière de l'institution, il joue un rôle majeur dans l'installation des structures de base de la recherche scientifique dans le pays. 
En parallèle il a rejoint le premier parti politique du Dahomey, l'Union progressiste dahoméenne, dont il est pendant quelque temps le secrétaire-général de la section de Porto-Novo et mène aussi une activité de syndicaliste, devenant président de l'Union des syndicats libres du Dahomey et vice-président de la Confédération dahoméenne des travailleurs croyants entre 1945 et 1960.
Le 18 août 1981 il meurt au CHU de Lomé-Tokoin où, déjà malade, il rendait visite à l'un de ses fils.

## Famille
Abdou Serpos Tidjani est le père de quatre enfants. Noureini Tidjani-Serpos, écrivain et haut-fonctionnaire, est l'aîné de ses fils
Puis l’ancien ministre béninois de la justice et plusieurs fois députés à l’Assemblée nationale du Bénin, ĺ’honorable Magistrat Ismaël Tidjani-Serpos.

## Distinctions
- Il a été décoré de l’ordre de l'Étoile noire en 1948[6].
- Chevalier de l'ordre national du Bénin (1964)[7].

## Sélection de publications
Auteur prolifique et éclectique, il publia notamment :

### Ouvrages
- Le dilemme, Silex éditions, Paris, 1983, 43 p.  (ISBN 2-903871-30-2), [lire en ligne]
- Notes sur le mariage au Dahomey, Nouvelles du Sud, Ivry-sur-Seine, 1998, 163 p.  (ISBN 9782879311241), réédition des articles parus dans Études dahoméennes, no 6, 1951 et no 8, 1952).

### Articles
- « Comment dit–on bonjour ? », Notes africaines, no 13, janvier 1942, p. 3-4.
- « Allada, capitale du royaume d’Ardres », Dakar-Jeunes, no 19, 4 mai 1942, p. 2.
- « Une ville aux trois noms : Porto-Novo », Dakar-Jeunes, no 39, 12 octobre 1942, p. 3.
- « Un procédé de divination au Dahomey : la gourde pendule », Bulletin de l'IFAN, tome V, no 14, 1943, p. 122-135.
- « La guerre de l’arrière. La teinture du teck », Inter-Brousse, no 6.
- « Formes déférentes en yoruba », Notes africaines, no 17, janvier 1943, p. 4-5.
- « L’âme ouest-africaine », Inter-Brousse, no 8 juin 1943, p. 27.
- « Les mets du carême », Notes africaines, no 17, janvier 1943, p. 8.
- « Une moustiquaire locale en raphia », Notes africaines, no 25, janvier 1945, p. 16.
- « À propos des poteries de Ouakam », Notes africaines, no 25, janvier 1945, p. 19.
- « « Javanais » dahoméen ou ena (Yoruba), Notes africaines, no 25, janvier 1945, p. 21-22.
- « Exemples de déformation linguistique », Notes africaines, no 25, janvier 1945, p. 24.
- « Le nom yoruba », Notes africaines, no 26, avril 1945, p. 19-21.
- « Exemple de la déformation linguistique », Notes africaines, no 25, janvier 1945, p. 24.
- « Pourquoi tous les cours d’eau vont à la mer », L'Informateur colonial, no 25, 15 novembre 1946, p. 7.
- « Les commerçants et l’installation de la France au Dahomey », L'Informateur colonial, no 25, 15 novembre 1946, p. 5.
- « L’idylle de minuit », L'Informateur colonial, no 25,, 15 novembre 1946.
- « La bibliothèque du Dahomey », L'Informateur colonial, no 25, 15 novembre 1946, p. 8.
- « La victoire du Général Dodds sur Béhanzin », L'Informateur colonial, no 25, 15 novembre 1946, p. 1-3.
- « Les Allemands au Dahomey », L'Informateur colonial, no 26, 15 décembre 1946, p. 5.
- « L’œuvre des missions au Dahomey », L'Informateur colonial, no 26, 15 décembre 1946, p. 7.
- « Éclipse totale du soleil au Bas-Dahomey », France-Dahomey, no 1098, 21 mai 1947, p. 2.
- « Ésotérisme des contes africains », Notes africaines, no 46, 1950, p. 54.
- « Calendrier agraire et religieux au bas-Dahomey », Première conférence internationale des Africanistes de l’ouest. Compte-rendu, IFAN, Dakar, 1951, p. 290-298.
- « Au seuil de l’âme noire. Vie psychique et conception religieuse commune », Première conférence internationale des Africanistes de l’ouest. Compte-rendu, IFAN, Dakar, 1951, p. 364-371.
- « À propos d’une appréciation sur la main d’œuvre africaine », Afrique nouvelle, no 184, 10 février 1951, p. 5.
- « La légende d’Achorele-Chika : l’homme qui fait le bien et jamais le mal », L'Éveil du Bénin, no 3, 1er juillet 1952, p. 3.
- « L’Africain face au problème du travail », Présence africaine, no 13, 1952, p. 108
- « L’éducation dans la société primitive de la Côte des Esclaves, France-Dahomey, no 92, 17 novembre 1953, p. 2.
- « Pour la suppression des sanctions pénales en matière de contrat de travail, Afrique nouvelle, no 363, 21 juillet 1954, p. 4.
- « La danse des Egoungoun », Tropiques, no 368, décembre 1954, p. 29.
- « Note sur la migration humaine à la côte du Bénin », Bulletin de l'IFAN, Tome 22, nos 3-4, 1960, p. 509-513.
- « Un exemple d’émigration. La tribu des Ouinvi, Aïnonvi et Adikoun de Covè », Bulletin de l'IFAN, Tome 22, nos 3-4, 1960, p. 514-530.